# الشركة العالمية للتأمين التعاوني
الشركة العالمية للتأمين التعاوني (العالمية) هي شركة مساهمة سعودية.

## التاريخ
تأسست الشركة العالمية للتأمين التعاوني (العالمية) كشركة مساهمة سعودية بموجب قرار مجلس الوزراء رقم (5) وتاريخ 8-1-1430هـ (الموافق 05-01-2009م) والمرسوم الملكي رقم (م/2) وتاريخ 9/1/1430هـ (الموافق 06-01-2009م) لممارسة نشاط التأمين التعاوني، وبلغ رأس مال الشركة (200,000,000) مائتي مليون ريال سعودي مقسّمة إلى (20,000,000) عشرين مليون سهم عادي، بقيمة اسمية قدرها (10) عشرة ريالات للسهم الواحد حيث تمت زيادة رأس مال الشركة إلى (400,000,000) أربعمائة مليون ريال سعودي بتاريخ 15-03-1436هـ (الموافق 06-01-2015م). وقد تأسست العالمية من قبل الشركاء المؤسسين رويال أند صن اللايانس للتأمين (الشرق الأوسط) (شركة مساهمة مقفلة - مسجلة بمملكة البحرين) بنسبة (50.07%) بنك الرياض (شركة سعودية مساهمة) بنسبة (19.92%) بالإضافة إلى مستثمرين سعوديين بارزين بنسبة (0,01%)، وقد تم تخصيص (30%) من رأس مال الشركة لجمهور المستثمرين.

## رأس المال
رأس المال المصرح به (400,000,000) ريال سعودي، وعدد الأسهم المصدرة (400,000,000)، ورأس المال المدفوع (400,000,000) ريال سعودي.

## المساهمون
| المساهمون الكبار |                                   |                 |                                  |        |        |
| ت                | المساهم                           | نسبة الأسهم (%) | نسبة التملك في 21 يونيو 2021 (%) | التغير | المصدر |
| 1                | شركة رويال اند صن اللاينس للتامين | 25.035          | 50.07                            | 25.035 | [ 1 ]  |
| 2                | بنك الرياض                        | 9.96            | 19.92                            | 9.96   | [ 1 ]  |